# 杜诗 (诗集)
杜詩即“杜甫詩集”，據《新唐書》載，原有六十卷，經唐末五代動亂，已大致亡佚，未有家集传世。杜甫一生潦倒，其诗“百年歌自苦，未见有知音”。大历年间，唐代润州刺史樊晃曾集杜甫诗为《杜工部小集》六卷，收杜诗二百九十首，并作《杜工部小集序》，是收集杜诗第一人。
北宋學者王洙在崇文院编目期间，利用“秘府旧藏”和“通人家所有”的殘篇予以重新彙整，得一千四百零五篇，編為十八卷，又別錄賦筆雜著二十九篇，共二十卷，宝元二年（1039年）集結成《杜工部集》。嘉祐四年（1059年），由王琪增订刊刻《杜工部集》于苏州，並撰寫《後記》。
在王洙之前，著手整理杜詩者有苏舜钦、王安石、刘敞三家。苏轼《东坡题跋》卷二记他与刘斯立曾于管城人家叶子册中，得到古抄《杜员外诗集》。王沬《杜工部集记》记载所用杜集有九種，苏舜钦等三家所据各集，王洙均未取用。例如唐代“古本”二卷、“蜀本”二十卷、“集略”十五卷、樊晃序《小集》六卷、“孙光宪序本”二十卷、“郑文宝序《少陵集》”二十卷、“别题小集”二卷、“孙仅”一卷、“杂编”三卷。
王洙收杜诗一千四百零五首。后人续搜逸诗，又得五十馀首，這其中有真有假，“其馀皆非真木”，存佚的問題至今仍是個謎。杜詩律切深嚴，工於用字，鲜涉艳情，多言国事，韦縠《才調集》录李白诗二十八首卻不選杜詩，冯舒《才调集评注》以为“崇重老杜”，《四庫提要》說“實以杜詩高古，其書體例不同。”高仲武《中兴间气集》亦不收杜詩，實因當時杜甫已非青年诗人，因而不在选录之列。唐人选诗，仅韦庄《又玄集》收有杜诗，以杜甫、李白、王维置于卷首。宋朝的杜詩选本，以《文苑英华》、《唐文粹》最著名。
歷代為杜詩作注者眾，號稱有千家之多，南宋時即出现《黄氏补千家集注杜工部诗史》，实收注家一百五十一人。刘辰翁首开杜诗评点之風，其一生对杜诗用力最多，並成《兴观集》，但未刊。元人高楚芳删存诸注，以刘评附於《集千家注杜工部诗集》二十卷，《文集》二卷。又如南宋郭知達《九家集註杜詩》、明末王嗣奭的《杜臆》、清代錢謙益《箋註杜工部集》、仇兆鰲《杜詩詳註》、楊倫箋注《杜詩鏡銓》二十卷、浦起龍《讀杜心解》。王嗣奭在《杜臆》中运用“以杜证杜”的注释手法，例如王嗣奭举杜诗《对作花卿歌》中的“成都猛将有花卿，学语小儿知姓名”证明花卿即指花敬定。仇兆鳌说：“宋元以来，注家不下数百……各有所长，其最有发明者，莫若王嗣奭之《杜臆》。”万曼作《杜集叙录》。边连宝以为《千家注杜》“杂而舛”，《赵注》“浅而略”，《顾注》“琐而凿””至於《仇注》“所取太博，时或短于抉择”。唐汝询《唐诗解》卷首谓：“杜集旧有千家注，而李集惟杨、萧二家。然杜注多伪，李注近烦。”